# Нізамуддін ан-Найсабурі
Нізамуддін аль-Хасан ібн Мухаммад ан-Найсабурі (XIII століття, Кум — 1328) — перський астроном і математик; ісламський богослов, тлумач Корану.

## Життєпис
Уродженець Кума. Навчався в Нішапурі, працював у Тебризі.
Повне ім'я — Нізамуддін аль-Хасан ібн Мухаммад ібн Хусейн аль-Арадж аль-Куммі ан-Найсабурі. Написав популярний свого часу «Сонячний трактат про арифметику», коментарі до низки творів Насир ад-Діна ат-Тусі, а також коментар до «Ільханського зиджа».
Автор тлумачення до Корану під назвою Гараїб аль-Куран ва Рагаїб аль-Фуркан, відомий як Тафсир ан-Найсабурі.

## Праці
- Гараїб аль-Куран ва Рагаїб аль-Фуркан (غرائب القرآن ورغائب الفرقان)
- Авкаф аль-Куран (اوقاف القران)
- Кашф Хакаїк Зідж Ільхані (کشف حقایق زیج ایلخانی)
- Тафсир ат-Тахрір (تفسیر التحریر)
- Аль-Басаїр фі мухтасар танкіх аль-Маназір (البصائر فی مختصر تنقیح المناظر)
- Твадіх аз-Зікр (توضیح الذکر)
- Шарх Нізам 'аля аш-Шафіях (شرح نظام علی الشافیه)